# 1-е Никольское (Тамбовская область)
1-е Нико́льское — упразднённая в 1975 году деревня в Рассказовском районе Тамбовской области России. Вошла в состав села Пичер муниципального образования Пичерский сельсовет.

## География
1-е Никольское находилось в центральной части региона, в лесостепной зоне, в пределах Тамбовской равнины, на берегах реки Пичера, возле деревни 2-е Никольское и села Пичер. Между Пичером и 1-е Никольское проходила дорога, известная как Пичерская трасса.

### Климат
Климат характеризуется как умеренно континентальный, с относительно жарким летом и холодной продолжительной зимой. Среднегодовая температура воздуха — 5,4 °С. Средняя температура воздуха самого тёплого месяца (июля) — 19,9 °C (абсолютный максимум — 38,4 °С); самого холодного (января) — −10 °C (абсолютный минимум — −36,9 °С). Безморозный период длится 145—155 дней. Длительность вегетационного периода составляет 180—185 дней Среднегодовое количество атмосферных осадков составляет 525 мм, из которых 342 мм выпадает в период с апреля по октябрь. Снежный покров образуется в последней декаде ноября — начале декабря и держится в течение 125—130 дней.

## История
Решением исполкома областного совета 11 февраля 1975 года № 91 деревня 1-е Никольское объединена с селом Пичер и исключена из перечня населённых пунктов области

## Население
В 1932 году — 996 жителей.

## Инфраструктура
Личное подсобное хозяйство.

## Транспорт
Просёлочная дорога.